# Lebensmittelzusatzstoff
Lebensmittelzusatzstoffe sind Verbindungen, die Lebensmitteln zur Erzielung chemischer, physikalischer oder auch physiologischer Effekte zugegeben werden. Sie werden eingesetzt, um Struktur, Geschmack, Geruch, Farbe sowie chemische und mikrobiologische Haltbarkeit verarbeiteter Lebensmittel, also ihren Gebrauchs- und Nährwert, zu regulieren bzw. zu stabilisieren sowie die störungsfreie Produktion der Lebensmittel sicherzustellen. Es können sowohl synthetische als auch natürliche Stoffe als Wirkstoff zugesetzt werden. Im Gegensatz zu Verarbeitungshilfsstoffen werden Lebensmittelzusatzstoffe im fertigen Produkt nicht nur toleriert, sondern ihre Anwesenheit ist ausdrücklich erforderlich, um die gewünschten Eigenschaften zu erzielen.

## Allgemeines

### Definitionen
Im gesamten Europäischen Wirtschaftsraum wird die Verwendung von Lebensmittelzusatzstoffen durch die Verordnung (EG) Nr. 1333/2008 geregelt. Sie definiert einen Lebensmittelzusatzstoff als:

„ein Stoff mit oder ohne Nährwert, der in der Regel weder selbst als Lebensmittel verzehrt noch als charakteristische Lebensmittelzutat verwendet wird und einem Lebensmittel aus technologischen Gründen bei der Herstellung, Verarbeitung, Zubereitung, Behandlung, Verpackung, Beförderung oder Lagerung zugesetzt wird, wodurch er selbst oder seine Nebenprodukte mittelbar oder unmittelbar zu einem Bestandteil des Lebensmittels werden oder werden können;“

Für sich genommen werden Zusatzstoffe nicht als Lebensmittel verzehrt und sind auch keine charakteristischen Zutaten. Es handelt sich also um Verbindungen, die dem Lebensmittel zur Erzielung chemischer, physikalischer oder auch physiologischer Effekte zugemischt werden. Zusatzstoffe werden etwa benötigt, um Struktur, Geschmack, Farbe, chemische und mikrobiologische Haltbarkeit verarbeiteter Lebensmittel, also ihren Gebrauchs- und Nährwert zu regulieren bzw. zu stabilisieren, sowie um die störungsfreie Produktion der Lebensmittel sicherzustellen. Typische technologische Eigenschaften sind der Erhalt oder die Verbesserung von Backfähigkeit (z. B. Backpulver), Streichfähigkeit, Rieselfähigkeit (z. B. Rieselhilfen) oder Maschinentauglichkeit (z. B. modifizierte Stärken), des Weiteren die Hemmung mikrobiellen Wachstums (Verderb, auch Bildung von Giftstoffen etwa durch Schimmel oder Botulin) oder der Oxidation von Stoffen (zum Beispiel Ranzigkeit bei Fetten).
Bei Verbrauchern sind Lebensmittelzusatzstoffe, die nicht als typische Inhaltsstoffe traditioneller Lebensmittel identifiziert werden, insbesondere Geschmacksverstärker und künstlich hergestellte Zusatzstoffe, eher unbeliebt.

### Abgrenzung
Nach dem Lebensmittel- und Futtermittelgesetzbuch (LFGB) sind den Lebensmittelzusatzstoffen gleichgestellt:
- Stoffe, die nicht selbst als Lebensmittel verzehrt werden und auch keine charakteristische Zutat eines Lebensmittels sind und die einem Lebensmittel aus anderen als technologischen Gründen zugesetzt werden,
- Mineralstoffe und Spurenelemente sowie deren Verbindungen, außer Kochsalz,
- Aminosäuren und deren Derivate,
- die Vitamine A und D sowie deren Derivate.

Nicht zu den Lebensmittelzusatzstoffen gezählt und diesen auch nicht gleichgestellt werden:
- Stoffe, die natürlicher Herkunft oder den natürlichen Stoffen chemisch gleich sind und die überwiegend wegen ihres Nährwerts, Geruchs oder Geschmacks (Aromastoffe) zugesetzt werden

Ebenfalls nicht zu den Zusatzstoffen gezählt werden:
- Genussmittel,
- Pflanzenschutzmittel,
- gesundheitlich unbedenkliche Rückstände von Verarbeitungshilfsstoffen.

Enzyme sind meist keine Zusatzstoffe, sondern Verarbeitungshilfsstoffe und müssen nicht deklariert werden, sofern sie keine Wirkung mehr im Endprodukt haben oder vorher entfernt werden. Sind Enzyme noch im Endprodukt vorhanden und üben sie eine technologische Wirkung aus, sind sie Zusatzstoffe.

## Rechtlicher Rahmen

### Geschichte
Mit der Industrialisierung wurden auch bei der Lebensmittelherstellung vermehrt chemische Verbindungen eingesetzt, die die Erzeugung und Haltbarmachung der Lebensmittel unterstützen. Bezeichnete man solche Verbindungen im deutschen Lebensmittelgesetz (LMG) von 1936 noch als „fremde Stoffe“, da sie in natürlichen Lebensmitteln oder ihren Rohstoffen nicht vorkommen, so wurde mit dem Lebensmittel- und Bedarfsgegenstände-Gesetz vom 15. August 1974 (LMBG) der Begriff der „Zusatzstoffe“ eingeführt. 1959 gab es mit der Farbstoff-Verordnung die erste bundesdeutsche Regulierung zur Verwendung von Farbstoffen in Lebensmitteln. 
1962 gab es mit der Richtlinie 62/2645/EWG eine erste Europäische Regelung für färbende Stoffe, die in Lebensmitteln verwendet werden dürfen. Dieser folgten Richtlinien für konservierende Stoffe (Richtlinie 64/54/EWG), Emulgatoren, Stabilisatoren, Verdickungs- und Geliermittel (Richtlinie 74/329/EWG) und für Stoffe mit antioxydierender Wirkung (Richtlinie 70/357/EWG) die in Lebensmitteln verwendet werden dürfen. 1989 gab es mit der Aufzählung der Zusatzmittelklassen in der Richtlinie 89/107/EWG eine umfassende Harmonisierung von Zusatzstoffen für den europäischen Binnenmarkt. Durch die Zusatzstoff-Zulassungsverordnung vom 29. Januar 1998 wurden die deutschen lebensmittelrechtlichen Zulassungen an mehrere für den gemeinsamen Markt entwickelten Zusatzstoff-Richtlinien der EG angepasst. Aber erst durch das Lebensmittel-, Bedarfsgegenstände- und Futtermittelgesetzbuch (LFGB) vom 1. September 2005 wurde dieser Begriff an die internationale Definition der food additives angeglichen.
Zum 20. Januar 2009 trat die Verordnung (EG) Nr. 1333/2008 des Europäischen Parlaments und des Rates vom 16. Dezember 2008 über Lebensmittelzusatzstoffe in Kraft. Als EU-Verordnung gilt diese Verordnung unmittelbar in allen Mitgliedsstaaten der EU, die Umsetzung in nationales Recht ist nicht nötig. Nationale Regelungen die dieser Regelung entgegenstehen sind nicht länger gültig. Nur Bereiche, die nicht durch die entsprechende EU-Rechtsvorschrift abgedeckt sind, können noch national geregelt werden. Daher galt die deutsche Zusatzstoff-Zulassungsverordnung nur noch in Teilen, bis sie im Juni 2021 außer Kraft trat. Seit Inkrafttreten wurde die Verordnung (EG) Nr. 1333/2008 inzwischen fast einhundert Mal angepasst und ergänzt, z. B. um mehr Sicherheit und Transparenz bei der Verwendung von Lebensmittelzusatzstoffen zu gewährleisten und klarzustellen, welche konkreten Zusatzstoffe in welcher Dosierung in einzelnen Lebensmittelkategorien erlaubt sind.

### Voraussetzungen für die Verwendung
Für Lebensmittelzusatzstoffe besteht ein Verbot mit Erlaubnisvorbehalt – das bedeutet, alle Stoffe sind automatisch verboten, wenn sie nicht ausdrücklich erlaubt sind. Für die Europäische Union ist mit Wirksamwerden der Verordnung (EG) Nr. 1333/2008 zum 20. Januar 2010 ausdrücklich geregelt, dass in den Mitgliedsstaaten niemand einen nicht zugelassenen Lebensmittelzusatzstoff verwenden oder einen solchen Stoff oder ein Lebensmittel, in dem ein Lebensmittelzusatzstoff vorhanden ist, in Verkehr bringen darf, wenn diese Verwendung nicht mit der Verordnung (EG) Nr. 1333/2008 in Einklang steht, also dieser Stoff nicht dort gelistet ist oder er dortigen Beschränkungen zuwider eingesetzt ist. Die Positivliste erlaubter Stoffe aus der Zusatzstoff-Zulassungsverordnung (ZZulV) wird außer Kraft gesetzt und durch den Anhang I, Teil B der Verordnung (EG) Nr. 1333/2008 ersetzt. Die Verwendungsbedingungen, einschließlich der Dosiermengen, für Lebensmittelzusatzstoffe werden nach Lebensmittelkategorien geordnet im Anhang II, Teil E der Verordnung (EG) Nr. 1333/2008 angegeben und gelten einheitlich in der gesamten EU. Nationale Einschränkungen für traditionelle Erzeugnisse, wie das deutsche Reinheitsgebot für Bier, müssen explizit im Anhang IV der Verordnung (EG) Nr. 1333/2008 aufgeführt werden.
Weitere Verordnungen regeln die Verwendung von anderen Stoffen, die Lebensmitteln zugesetzt werden dürfen aber nicht unter die Definitionen für Lebensmittelzusatzstoffe fallen. In der EU sind dies, u. a.
- die Verordnung (EG) Nr. 1332/2008 über Lebensmittelenzyme.
- die Verordnung (EG) Nr. 1334/2008 über Aromen und bestimmte Lebensmittelzutaten mit Aromaeigenschaften.
- die Verordnung (EG) Nr. 1925/2006 (Anreicherungsverordnung) für Vitamine und Mineralstoffe.
- die Verordnung (EU) 2019/934 für Zusatzstoffe im Wein.[10]

In der Schweiz regelt die Schweizer Zusatzstoffverordnung (ZuV) dies sinngemäß; der Anhang 1a enthält die Liste der zugelassenen Zusatzstoffe.
In Deutschland regelt das LFGB die Bestrafung bei Verstößen.
Für die fachliche Bewertungen sind zuständig:
- in der EU die European Food Safety Authority (EFSA), die 2003 den Wissenschaftlichen Lebensmittelausschuss (SCF) darin abgelöst hat.
- In Deutschland ist das Bundesinstitut für Risikobewertung (BfR) beteiligt.
- Für andere Länder: Gremium aus Experten der Ernährungs- und Landwirtschaftsorganisation (FAO) und der Weltgesundheitsorganisation (WHO) als Gemeinsamer FAO/WHO-Sachverständigenausschuss für Lebensmittelzusatzstoffe (JECFA)

### Dosierung und Kennzeichnung
Die meisten Zusatzstoffe sind nur für bestimmte Lebensmittel und nur in begrenzter Menge zulässig. Ist die Höchstmenge nicht numerisch vorgeschrieben, gilt die Beschränkung nach den Regeln der guten Herstellungspraxis (Good Manufacturing Practice, GMP): „So viel wie nötig, so wenig wie möglich“ (quantum satis.) Dabei ist der Zusatz dieser Stoffe nur erlaubt, soweit er:
- nach dem aktuellen wissenschaftlichen Stand gesundheitlich unbedenklich ist,
- technisch notwendig ist und
- den Verbraucher nicht täuscht.

Lebensmittelzusatzstoffe müssen für den Endverbraucher in der Zutatenliste angegeben werden (Verbraucherschutz). Das Lebensmittel muss also so gekennzeichnet sein – entweder mit ihrem wissenschaftlichen Namen oder mit dem Trivialnamen oder mit der E-Nummer. Weitere Bestimmungen für Deutschland enthielt die Zusatzstoff-Verkehrsverordnung (ZVerkV), die zum 9. Juni 2021 durch die Lebensmittelzusatzstoff-Durchführungsverordnung ersetzt wurde.

### INS-Nummern
Außerhalb der EU wird eine vergleichbare Systematik von Nummern von der Ernährungs- und Landwirtschaftsorganisation der Vereinten Nationen (FAO) z. B. in Australien, Neuseeland sowie den USA verwendet. Bei den INS-Nummern werden für die Zusatzstoffe in den meisten Fällen die gleiche Nummerierung verwendet, wie in der Europäischen Union, allerdings ohne das führende „E“.

## Einteilung (Funktionsklassen)
Bereits die 1989 in Kraft getretene Richtlinie 89/107/EWG führt in ihrem Anhang für Lebensmittelzusatzstoffe 25 Kategorien auf, die mit den aktuellen Funktionsklassen der EU weitgehend identisch sind. Aktuell sind die Lebensmittelzusatzstoffe in der EU gemäß Anhang I der Verordnung (EG) Nr. 1333/2008 (Stand Dezember 2020) sowie in der Schweiz nach Anhang 1 der Zusatzstoffverordnung (ZuV) (Stand: Juli 2020) in 27 Funktionsklassen unterteilt. Die FAO unterteilt die Lebensmittelzusatzstoffe ebenfalls in 27 – teilweise unterschiedliche – Funktionsklassen.

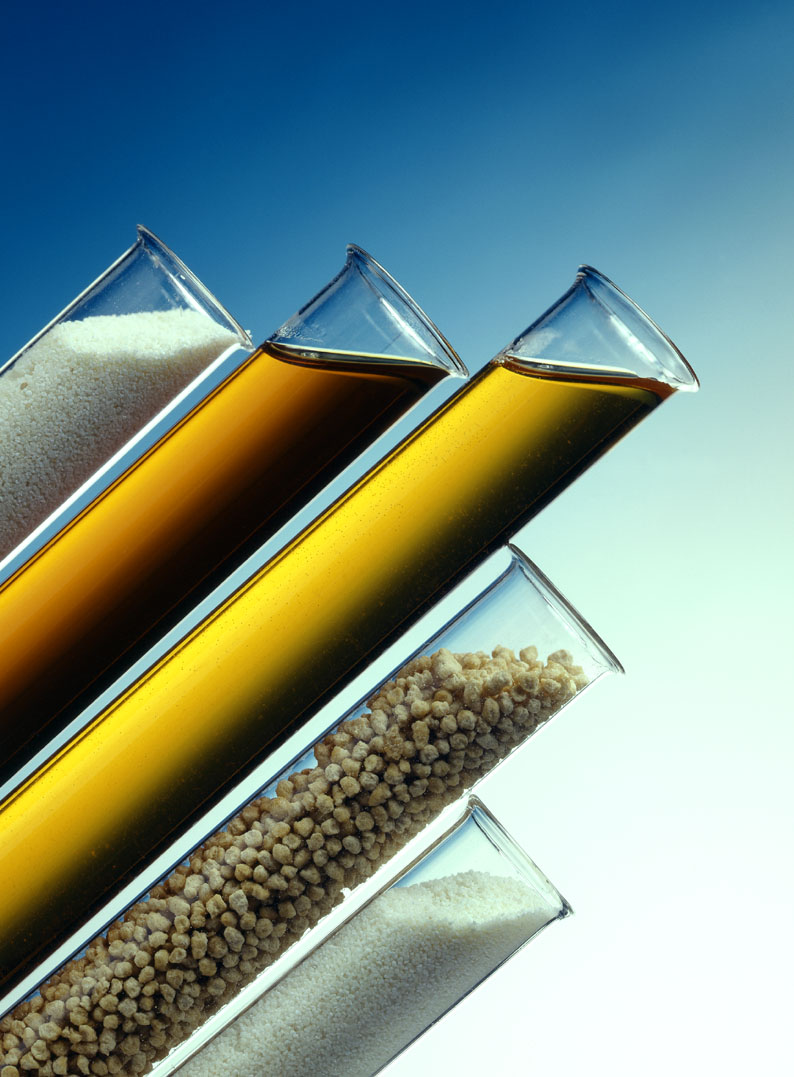
Emulgator E322 – Lecithin-Formulierungen

| EU/CH | FAO   | Klassenname                                 | Beschreibung |
| ----- | ----- | ------------------------------------------- | --- |
| 1     | 26    | Süßungsmittel                               | Stoffe, welche im Lebensmittel zum Süßen oder auch in Tafelsüßen verwendet werden. In der EU zugelassene Süßungsmittel sind im Anhang II, Teil B, Nr. 2 der Verordnung (EG) Nr. 1333/2008, in der Schweiz zugelassene Süßungsmittel im Anhang, 1a Abschnitt b. der Zusatzstoffverordnung aufgeführt. |
| 2     | 9     | Farbstoffe                                  | Stoffe, die einem Lebensmittel zugegeben werden, um die Farbe wiederherzustellen oder Farbe zu geben. Dies können natürliche Bestandteile von Lebensmitteln oder natürliche Ausgangsstoffe, die normalerweise nicht als Lebensmittel verzehrt oder als Lebensmittelzutat verwendet werden, sein. In der EU zugelassene Farbstoffe sind im Anhang II, Teil B, Nr. 1 der Verordnung (EG) Nr. 1333/2008, in der Schweiz zugelassene Farbstoffe im Anhang 1a, Abschnitt a. der Zusatzstoffverordnung aufgeführt.                                                                                                   |
| 3     | 21    | Konservierungsstoffe                        | Stoffe, die die das Wachstum pathogener Mikroorganismen und/oder die Auswirkungen von Mikroorganismen verringern und dadurch die Haltbarkeit von Lebensmitteln verlängern. |
| 4     | 4     | Antioxidationsmittel                        | Stoffe, die vor den schädlichen Auswirkungen der Oxidation, wie das Ranzigwerden von Fett und/oder Farbveränderungen schützen und damit die Haltbarkeit von Lebensmitteln verlängern. |
| 5     | 8     | Trägerstoffe                                | Stoffe, die selbst keine technologische Wirkung haben und verwendet werden, um Lebensmittelzusatzstoffe (aber auch -aromen oder -enzyme, Nährstoffe und/oder sonstige Stoffe), zu lösen, zu verdünnen, zu dispergieren oder auf andere Weise physikalisch zu modifizieren, ohne deren Funktion zu verändern. Sie werden einzig dazu verwendet, um die Handhabung, Einsatz oder Verwendung der Zusatzstoffe zu vereinfachen. In der EU zugelassene Trägerstoffe sind im Anhang III der Verordnung (EG) Nr. 1333/2008, in der Schweiz zugelassene Trägerstoffe im Anhang 5 der Zusatzstoffverordnung aufgeführt. |
| 6     | n. d. | Säuerungsmittel (Säure)                     | Stoffe, die ein Lebensmittel ansäuern und/oder diesem einen sauren Geschmack verleihen. Bei der FAO in der Funktionsklasse Säureregulator enthalten. |
| 7     | 1     | Säureregulatoren                            | Stoffe, die zugegeben werden, um den pH-Wert eines Lebensmittels einzustellen. Anders als Säuerungsmitteln werden diese auch benutzt, um den pH-Wert zu erhöhen und damit den Säuregrad zu verringern. |
| 8     | 2     | Trennmittel                                 | Stoffe, die zugegeben werden um die Tendenz der einzelnen Partikel eines Lebensmittels, aneinander haftenzubleiben, herabsetzen. |
| 9     | 3     | Schaumverhüter                              | Stoffe, die zugegeben werden, um eine Schaumbildung zu verhindern oder zu verringern. |
| 10    | 6     | Füllstoffe                                  | Stoffe, die das Volumen eines Lebensmittels erhöhen, aber keinen nennenswerten Beitrag zu dessen verwertbaren Energiegehalt leisten. |
| 11    | 11    | Emulgatoren                                 | Stoffe, die verwendet werden, um aus zwei oder mehreren nicht mischbaren Phasen (Bsp. Öl und Wasser) eine einheitliche Dispersion herzustellen und/oder aufrechtzuerhalten. |
| 12    | 12    | Schmelzsalze                                | Stoffe, die Käse zugegeben werden, um die enthaltenen Proteine zu dispergieren und damit eine homogene Verteilung von Fett und anderen Bestandteilen herbeizuführen. |
| 13    | 13    | Festigungsmittel                            | Stoffe, die Obst und Gemüse zugegeben werden, um deren Zellgewebe Festigkeit und Frische zu verleihen oder erhalten oder welche in Kombination mit einem Geliermittel ein Gel erzeugen oder festigen. |
| 14    | 14    | Geschmacksverstärker                        | Stoffe, die zur Verstärkung des Geschmacks oder Geruchs eines Lebensmittels zugesetzt werden. |
| 15    | 16    | Schaummittel                                | Stoffe, die zur Bildung einer einheitlichen Dispersion einer gasförmigen Phase in einem flüssigen oder festen Lebensmittel zugegeben werden. |
| 16    | 17    | Geliermittel                                | Stoffe, die zugesetzt werden, um Lebensmitteln eine festere Konsistenz durch Gelbildung zu geben. |
| 17    | 18    | Überzugsmittel (einschließlich Gleitmittel) | Stoffe, die auf die Oberfläche eines Lebensmittels aufgebracht werden, um dieser ein glänzendes Aussehen zu verleihen oder dort einen Schutzüberzug bilden. |
| 18    | 19    | Feuchthaltemittel                           | Stoffe, die dem Lebensmittel zugegeben werden, um das Austrocknen zu verringern oder verhindern. Sie gleichen die Auswirkungen einer Atmosphäre mit geringem Feuchtigkeitsgehalt aus oder fördern die Auflösung eines Pulvers in einem wässrigen Medium. |
| 19    | n. d. | Modifizierte Stärken                        | Stoffe, die durch eine chemische Behandlung von essbaren Stärken hergestellt werden. |
| 20    | 20    | Packgase (Schutzgas)                        | alle Gase außer Luft, die zusammen mit dem Lebensmittel in das Behältnis abgefüllt werden. |
| 21    | 22    | Treibgase                                   | alle Gase, die in das Behältnis gegeben werden, um das Lebensmittel aus dem Behältnis herauspressen. |
| 22    | 23    | Backtriebmittel                             | Stoffe oder Kombinationen von Stoffen, die das Volumen eines Teigs vergrößern, indem sie Gase freisetzen. |
| 23    | 24    | Komplexbildner                              | Stoffe, die zugegeben werden, um Metallionen durch Komplexierung zu binden. |
| 24    | 25    | Stabilisatoren                              | Stoffe, die zugesetzt werden, um den physikalisch-chemischen Zustand eines Lebensmittels aufrechtzuerhalten. Dies kann der Stabilisierung einer Dispersion, der Farbe oder der Bindung von Lebensmittelstücken in rekonstituierten Lebensmitteln dienen. Bei der FAO sind Farbstabilisierer in einer separaten Funktionsklasse zusammengefasst. |
| 25    | 27    | Verdickungsmittel                           | Stoffe, die zugegeben werden, um die Viskosität zu erhöhen. |
| 26    | 15    | Mehlbehandlungsmittel                       | Stoffe, außer Emulgatoren, die dem Mehl oder dem Teig zugefügt werden können, um die Backfähigkeit zu verbessern. |
| 27    | n. d. | Kontrastverstärker                          | Stoffe, die auf der Oberfläche von Obst und Gemüse aufgebracht werden, um an zuvor (z. B. durch Laserbehandlung) depigmentierten Stellen dazu beizutragen, dass sich diese Stellen von der verbleibenden Fläche abheben. Dies ergibt sich aus einer Farbreaktion mit bestimmten Komponenten der Epidermis. |
| n. d. | 5     | Bleichmittel                                | Stoffe, die dazu verwendet werden, um Lebensmittel zu entfärben. |
| n. d. | 7     | Carbonisierungsmittel                       | Stoffe, die für die Carbonisierung von Lebensmitteln verwendet werden. |
| n. d. | 10    | Farbstabilisatoren                          | Stoffe, die dazu verwendet werden, die Farbe von Lebensmitteln zu stabilisieren, erhalten oder intensivieren. In der EU und der Schweiz in der Funktionsklasse Stabilisierer enthalten. |

Anmerkungen (A.)
1. 1 2  n. d. = Diese Funktionsklasse ist in dem entsprechenden Standard nicht definiert.

Die Verordnung (EU) Nr. 231/2012 enthält die Spezifikationen für die im Anhang I der Verordnung (EG) Nr. 1333/2008 aufgeführten Lebensmittelzusatzstoffe.

## Gesundheitliche Bewertung
Eine Zulassung als Lebensmittelzusatzstoff kommt nur in Betracht, wenn die toxikologische Unbedenklichkeit begründet und bewiesen ist. Es wird die Menge bestimmt, in der in keinem Versuch ein messbarer Effekt auftritt (NOEL). Dieser Wert wird durch einen Sicherheitsfaktor (in der Regel 100) dividiert und so die erlaubte Tagesdosis (ADI) bestimmt. Haben die Zusatzstoffe keinen ADI-Wert, so wurde bei langer Anwendung kein Gesundheitsrisiko festgestellt. Die ADI-Werte werden regelmäßig anhand neuester Testmethoden überprüft. Gesetzliche Höchstwerte werden so festgelegt, dass ein Verbraucher bei üblicher Verzehrmenge die ADI-Werte nicht überschreiten kann.
Erstmals kam im Jahr 2007 eine wissenschaftliche Studie, die das britische Medizinjournal The Lancet veröffentlichte, zu dem Schluss, dass einige Zusatzstoffe bei einer durchschnittlichen, repräsentativen Gruppe an Kindern zu Symptomen der Aufmerksamkeitsdefizit-/Hyperaktivitätsstörung (ADHS) führen. Das betrifft die Farbstoffe Chinolingelb (E 104), Gelborange S (E 110), Azorubin (E 122) und Allurarot AC (E 129) sowie den Konservierungsstoff Natriumbenzoat (E 211). Nach Behördenangaben prüfte die EFSA alle Lebensmittelfarben auf ihre Verträglichkeit. Das Bundesinstitut für Risikobewertung schätzte die beobachteten Effekte als gering ein. Eine Analyse der Studie zeige keine eindeutigen Beweis für Zusammenhänge zwischen der Zusatzstoffaufnahme und Hyperaktivität. Nach weiterer Prüfung müssen ab dem 20. Juli 2010 Zusatzstoffe E 102 (Tartrazin), E 104 (Chinolingelb), E 110 (Gelborange S), E 122 (Azorubin), E 124 (Cochenillerot A) und E 129 (Allurarot AC) den Hinweis auf dem Etikett tragen: „Kann Aktivität und Aufmerksamkeit bei Kindern beeinträchtigen“.
Abseits von wissenschaftlich untersuchten Wirkungen existieren Listen von Zusatzstoffen mit unbelegten Angaben wie „bedenklich“, „gefährlich“ oder „krebserregend“, welche bei Verbrauchern zu Verunsicherungen führen können. Als Verfasser wird dabei oft das Villejuifer Krankenhaus-Forschungszentrum in Frankreich genannt, das sich von diesen Listen klar distanziert hat. Der Hoax kursiert in dieser oder ähnlicher Form seit Ende der 1970er-Jahre.

„Es ist in der öffentlichen Wahrnehmung nicht mehr präsent, dass von Lebensmitteln natürlicherweise große Gefahren ausgehen können - sichere Lebensmittel sind heute selbstverständlich [...] Man hat mehr Angst vor Konservierungsstoffen oder Hitzebehandlung, als vor gefährlichen Keimen, die durch die Konservierung unschädlich gemacht werden. Viele Menschen haben da eine völlig verschobene Risikowahrnehmung.“